# Focke-Wulf Fw 200
O Focke-Wulf Fw 200 "Condor" foi um avião quadrimotor monoplano, inicialmente destinado ao uso civil, sendo mais tarde improvisado como bombardeiro durante a Segunda Guerra Mundial. Servindo primeiramente como avião transporte e mais tarde como aeronave de reconhecimento marítimo armado, o que o alçou diretamente para a função de bombardeiro, a qual desempenhou de forma até invejável, quando temos em mente a pequena quantidade destes aparelhos em serviço na Luftwaffe.

## Origens
A Focke-Wulf Flugzeugbau AG foi fundada no dia 1 de janeiro de 1924 por Heinrich Focke, George Wulf e o Dr. Werner Naumann. A empresa operava em um hangar do Aeroporto de Bremen, onde eram desenvolvidos aviões leves e transportes. O grande acontecimento na história inicial da empresa, ocorreu no dia 1 de novembro de 1931, data em que o Diploma Ingenieur (Engenheiro Certificado) Kurt Waldemar Tank, assumiu a diretoria do departamento de design. Sua experiência no projeto de aviões era ampla, tendo trabalhado para Rohrbach e a Bayerische Flugzeug AG em Augsburg, sob o comando do Prof. Willy Messerschmitt.
O Fucke-Wulf Fw 200 efetuou seu voo inaugural em 27 de junho de 1937, ainda como protótipo, designado "200-V1 Condor". E provou ser o melhor aparelho de viagens do mundo: era o mais confortável, o mais silencioso e o mais caro. O projeto teve início em meados de 1936, quando o engenheiro aeronáutico Kurt Tank (pai do Fw 190) e o diretor da Focke-Wulf juntaram-se aos executivos da companhia aérea estatal alemã Lufthansa para criar um avião civil capaz de concorrer com o Douglas DC-3 dos americanos e paralelamente substituir os já um tanto obsoletos Junkers Ju 52/3m. O que se obteve no projeto final foi um quadrimotor que podia atravessar o Atlântico Norte sem escalas, transportando 26 passageiros e quatro tripulantes. Era propulsionado por motores americanos Pratt & Whitney Hornet de 850 hp cada, munidos de hélices VDM-Hamilton de três pás.

## Protótipos
O voo inaugural do protótipo V1 foi em junho de 1937, nos comandos do próprio Kurt Tank. O aparelho em questão era esteticamente harmonioso, com nove janelas de Plexiglas nas duas laterais, mas o V1 não contava com nenhum equipamento ou pintura. Posteriormente o mesmo avião foi adquirido pela Lufthansa e pintado com as devidas cores da empresa. Este "Condor" recebeu a designação D-AERE e denominava-se Saaland.
Os militares recusaram o Fw 200, devido ao conceito da Blitzkrieg e pelas ordens do General Albert Kesselring. Mesmo assim, nos anos 30, o "Condor" teve um papel importante na aviação mundial. Muitas linhas particulares do mundo o adquiriram na versão Fw 200A-0, equipada com motores BMW 132G-1 de 720 HP e apresentava poucas alterações diante do modelo V1, como um ligeiro enflechamento dos painéis alares e algumas modificações na cauda.
Nove exemplares foram vendidos para a Dinamarca e outros dois foram para o Syndicato Condor Ltda, com sede no Rio de Janeiro.
O protótipo V2 foi entregue para a Lufthansa e o V3 era o avião pessoal de Hitler. O Führer, não gostava muito de viajar nesse aparelho a princípio, preferindo o veterano Ju 52, principalmente por não confiar muito no trem de pouso retrátil, como afirmou o seu próprio piloto Hans Baur (1897-1993) na sua autobiografia "Hitler At My Side".
O Fw 200 efetuou muitos voos recordes na sua carreira de avião comercial. Um deles foi efetuado em agosto de 1938, quando os pilotos Henke e von Moreau decolaram do aeroporto de Tempelhof, em Berlim e atingiram Nova York em exatas 24 horas e 55 minutos, sendo que a viagem foi feita com vento na direção contrária. A viagem de volta foi feita em apenas 19 horas, com a distância de 6.558 km percorridos e velocidade média de 330 km/h, com um Fw 200S (S de Special). Dias mais tarde, o mesmo avião partiu para Tóquio fazendo apenas três escalas na trajetória.

## Eclosão na guerra
A chegada do avião no Japão rendeu bons frutos a Alemanha Nazi. A Marinha Imperial Japonesa ficou muito impressionada ao analisar a aeronave e imediatamente encomendou um exemplar, porém para fins militares, sendo designado para reconhecimento marítimo no Pacífico.
Kurt Tank acreditou que a ideia dos japoneses seria útil para a Luftwaffe. A essa altura já se fabricavam os aparelhos da série B. Logo, ele modificou um V10, com motores BMW 132Dc ou 132H, aumentando a capacidade de combustível, adicionando um compartimento interno capaz de carregar holofotes, botes, câmaras de fotografia, marcadores e três MG 15 de 7,92 mm montadas numa gôndola ventral e na frente do avião. Nenhuma carga de bombas foi prevista.
No início de 1939, já era evidente para o Alto Comando que um conflito envolvendo a Alemanha estava próximo. Assim, o chefe do Estado-Maior da Luftwaffe, General Jeschonnek, atribuiu ao Oberleutnant Petersen a tarefa de organizar um grupo de operações navais, capaz de realizar reconhecimento marítimo e eventualmente atacar alvos no Atlântico. O avião escolhido para a missão era o Heinkel He 177. Porém este se encontrava em fase de desenvolvimento, a solução seria a adoção da ideia nipônica, o Fw 200V10 "Condor". Foi utilizado em suas variantes, como avião de transporte pessoal de Adolf Hitler e seu piloto pessoal, Hans Baur (1897-1993), gradativamente substituindo o Junkers 52.
O mesmo ocorreu com os aviões de transporte Junkers Ju 52/3m e o Dornier Do 17. Ambos foram desenvolvidos para a aviação comercial, mas a Luftwaffe equipou-os com cargas explosivas, sem consultoria técnica, o que foi motivo de piada para os ingleses. O Fw 200 era literalmente inadequado para a unidade de Petersen, principalmente por conta de sua estrutura frágil para receber bombas. Some-se, ainda, o fato do "Condor" ser obrigado a operar a partir de pistas precárias e, muitas vezes, improvisadas. A equipe de Kurt Tank fez o possível para remediar os problemas estruturais e tentar driblar as modificações não oficiais feitas em campo. Assim originou a versão Fw 200C em 1939, que equipou a Luftwaffe na função de transporte e pôde participar, juntamente com aparelhos da antiga variante B modificados, da operação de ataque à Noruega (Operação Weserübung) em 1940.
Seis Fw 200C-0 receberam armamento simples: três MG 15, sendo que uma era localizada numa gôndola semi-hemisférica logo atrás do cockpit, outra numa escotilha ventral e outra era operada também na porção dorsal, mas na região frontal do avião, como uma espécie de cabina.
Também foi introduzido um compartimento de bombas nas asas e no dorso do avião capaz de levar quatro artefatos de 250 kg.
A variante seguinte era vista como definitiva, mas apresentava grandes equívocos, como a visível falta de blindagem e falhas estruturais. O C-1 tinha muitas novidades, como aquecimento interno e luz elétrica para a tripulação, mas a principal delas era a gôndola ventral mais deslocada que a do modelo anterior, reservando um espaço adicional no avião que levava uma carga de cimento de 250 kg para acertar a mira. Foi também introduzido um canhão automático MG FF de 20mm de fogo frontal (a fim de causar problemas às baterias antiaéreas aliadas), que era a única arma ofensiva de disparo rápido (exceto as bombas herdadas da versão mais antiga). Outra característica, rara para a época, era o amplo espaço interno para seus cinco tripulantes.

## Operadores
Operadores civis
 Alemanha
- Deutsche Lufthansa

 Brasil
- Cruzeiro do Sul
- Syndicato Condor - Serviços Aéreos Condor Ltda

 Dinamarca
- Det Danske Luftfartselskab

 Reino Unido
- British Overseas Airways Corporation - BOAC

Operadores militares
 Alemanha
- Luftwaffe

 Espanha
- Força Aérea Espanhola (internado)

 Reino Unido
- Força Aérea Real (um inspecionado)

 União Soviética
- Força Aérea Soviética (capturado após a guerra)

## Imagens

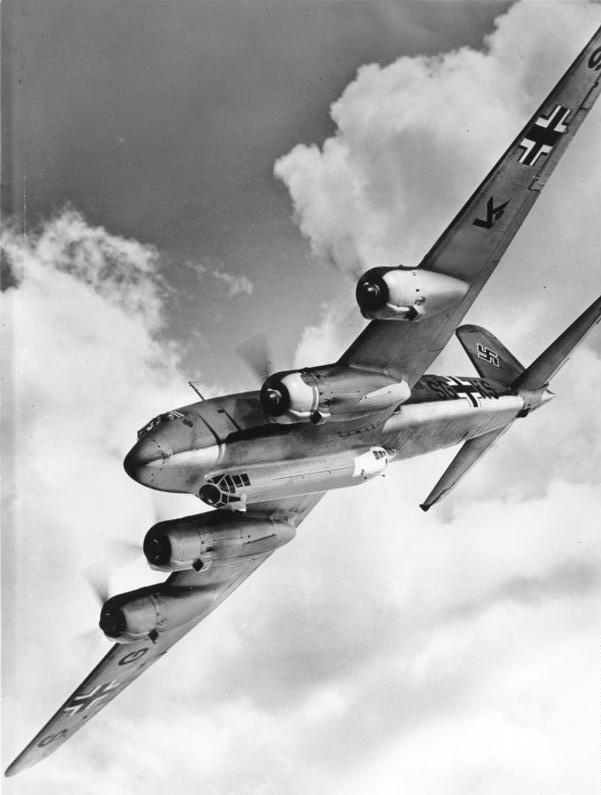
Em voo em 1941.
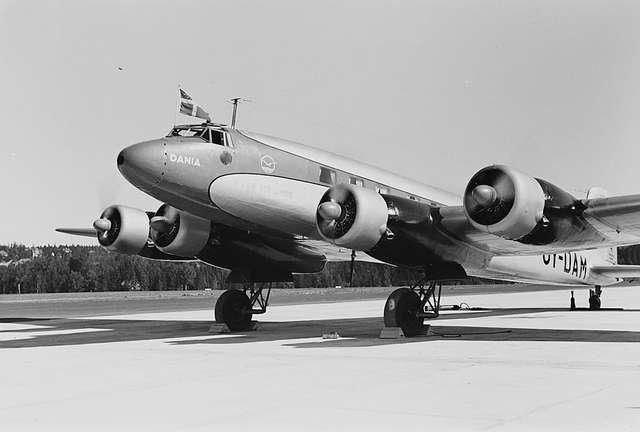
Focke Wulf Fw 200 da linha aérea dinamarquesa Dania (1939).
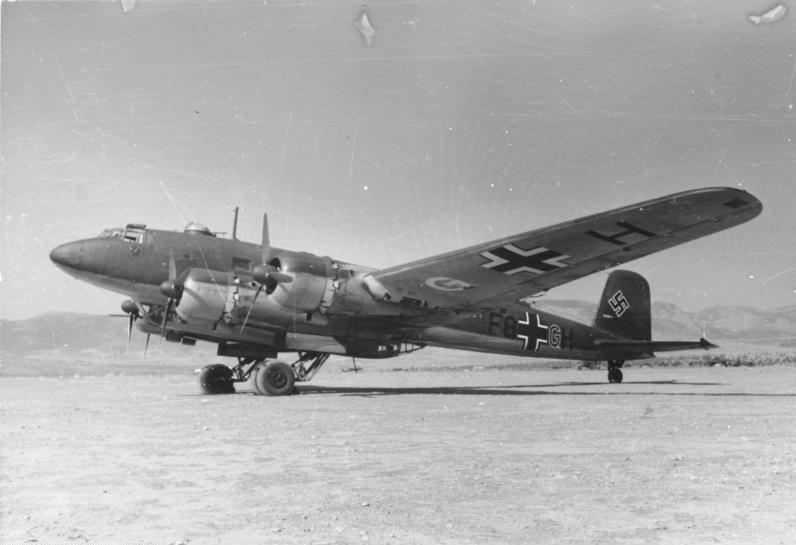
Versão militar do Focke-Wulf Fw 200 (c. 1941).
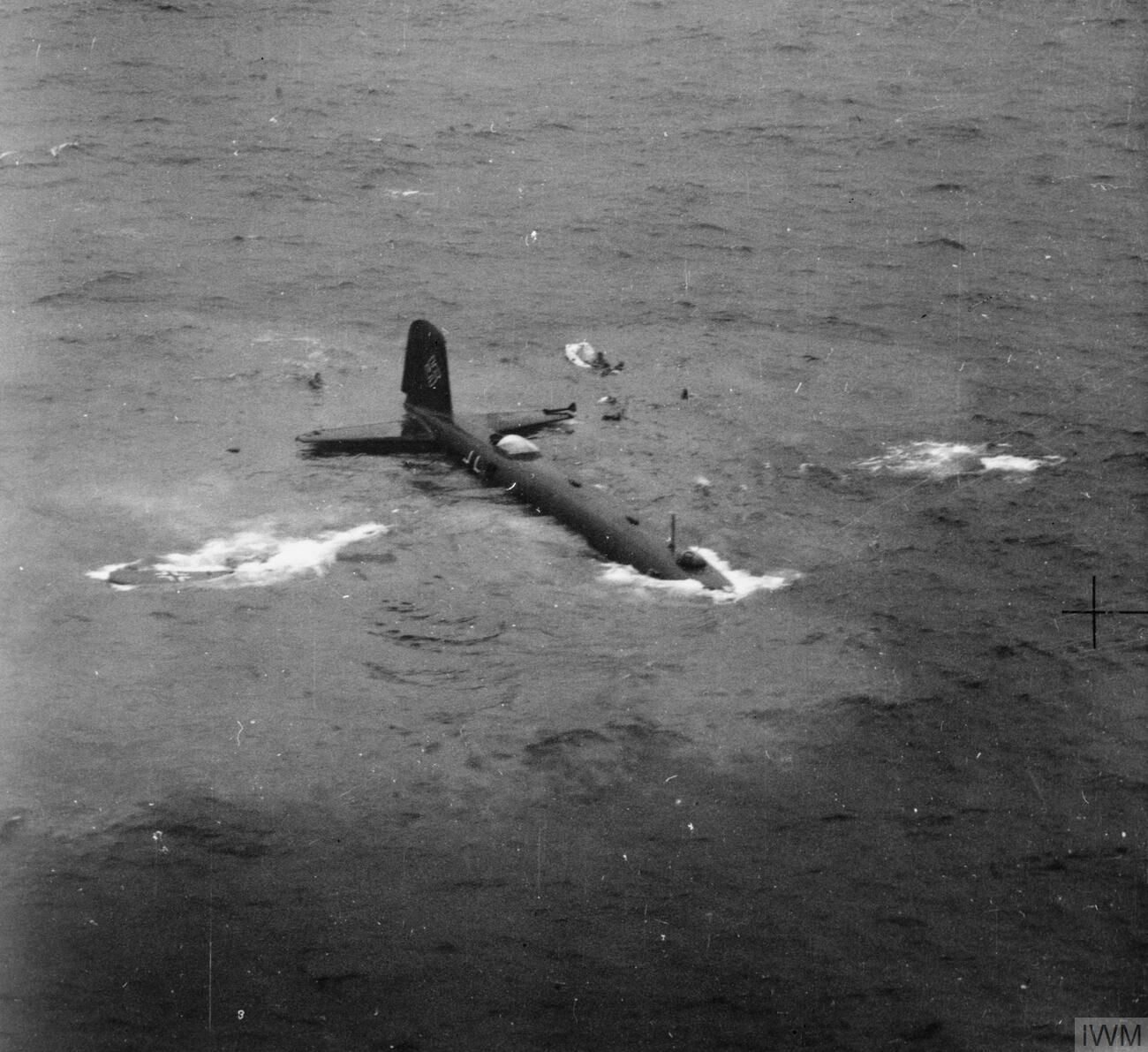
Fw 200 abatido pela RAF no Atlântico em 23 de Julho de 1941 a oeste da Irlanda.
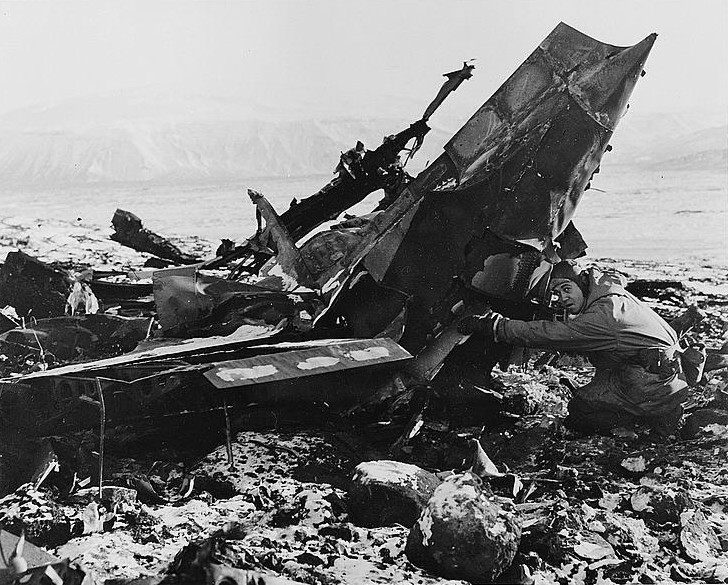
Fw 200C abatido na Islândia em 1943.
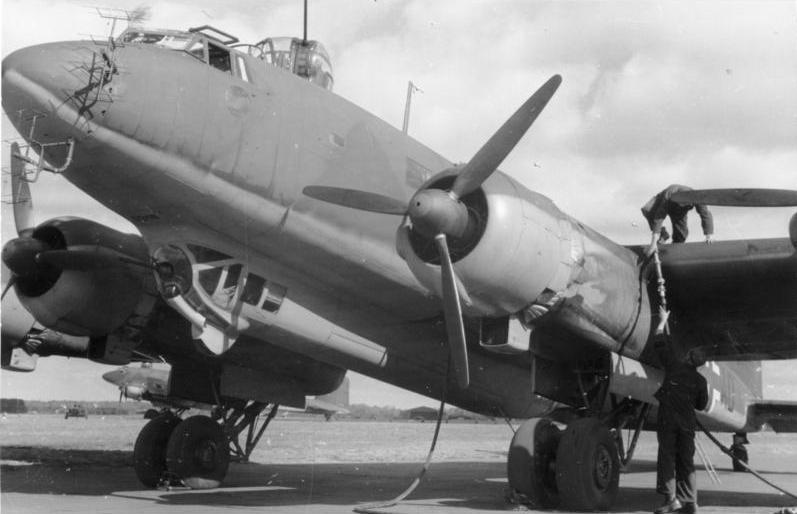
Fw 200 C-4 com um radar instalado no bico.
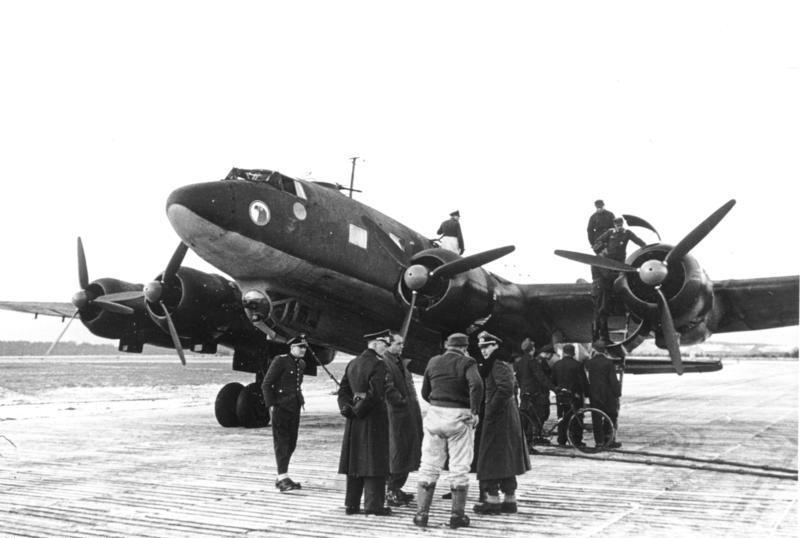
Condor com radar.
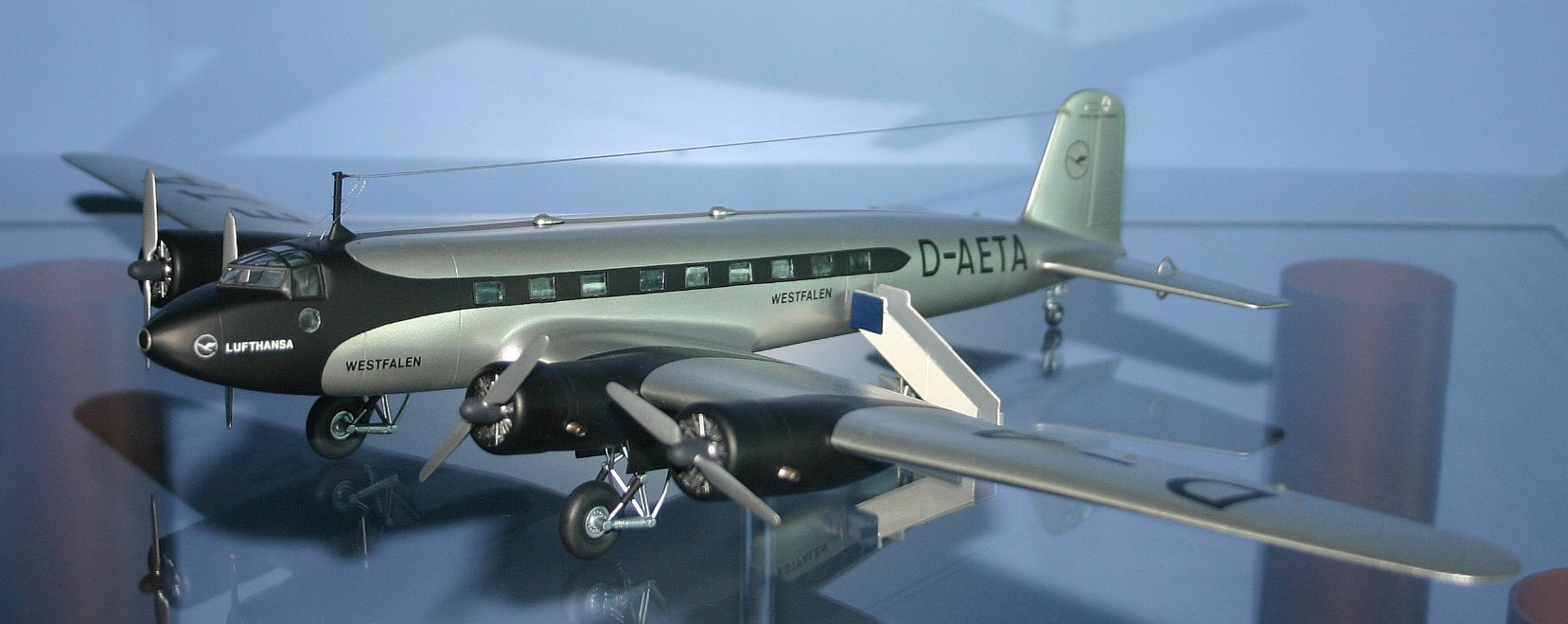
Modelo em escala do Fw 200 (foto de Duden-Dödel)